# Patrick Nasmyth
Patrick Nasmyth (7. ledna 1787, Edinburgh – 17. srpna 1831, Londýn) byl skotský malíř. Byl nejstarším synem umělce Alexandra Nasmytha. Jeho mladší bratr James byl inženýr, který získal slávu jako vynálezce bucharu.

## Životopis
Nasmyth se narodil v Edinburghu a byl pojmenován po patronu jeho otce, Patrickovi Millerovi. Blízký vztah k umění si vyvinul již v raném věku a jeho otec měl velký zájem na rozvoji talentu svého syna. Jako teenager Nasmyth po úrazu ztratil možnost použití pravé ruky a to ho nutilo naučit se malovat levou rukou. Větší část ze svého života byl těžce nemocný.
Velká část Nasmythovo práce, která není přesně datována, se týká jeho rodného Skotska. V malování pokračoval i po přestěhování do Londýna v roce 1810. Stejně jako otce i jeho ovlivnily práce holandských mistrů ze sedmnáctého století, zejména Meindert Hobbema a Jacob van Ruysdael (velké množství děl obou mistrů bylo vystaveno v galeriích v Londýně během celého Nasmythova života). Nasmyth zemřel na nemoc, která měla symptomy jako zápal plic.